# NGC 4876
إن جي سي 4876 (NGC 4876) هو مجرة بيضاوية تقع على بعد حوالي 325 مليون سنة ضوئية بعيدا في كوكبة الهلبة. تم اكتشافه من قبل عالم الفلك غيوم بيغوردان في 16 مايو 1885. NGC 4876 هو عضو في عنقود كوما  العنقودي.